# Лопес-Вито, Мария Луиза
Мария Луиза Лопес Вито (исп. María Luisa López-Vito; род. 10 августа 1939, Илоило, Филиппины) — филиппинская пианистка.
Училась в Манильском университете у ведущего филиппинского педагога Беджамина Тупаса, затем в США, где её основным наставником был с 1961 г. Рудольф Серкин. Участвовала и занимала призовые места в ряде ведущих фортепианных конкурсов, в том числе имени Казеллы и имени Бузони. После завершения учёбы некоторое время жила в Испании, в настоящее время живёт в Германии.
В репертуаре Лопес Вито традиционно большое место занимали произведения Шопена, Листа и Равеля, все фортепианные сонаты и концерты Бетховена. Однако в поздний период творчества её внимание стало смещаться в сторону современной музыки в лице таких композиторов, как Виктор Фенигштайн и Хуберт Штупнер.
Лопес Вито также известна как основной исполнитель и публикатор (2001) фортепианных сочинений выдающегося немецкого философа и музыковеда Теодора Адорно.